# Ім'я троянди (фільм)
«Ім'я троянди» (The Name of the Rose) — художній фільм режисера Жана-Жака Анно, екранізація однойменного роману Умберто Еко.

## Сюжет
Середньовіччя, 1327 рік, Італія. Францисканський чернець Вільгельм Баскервільський приїхав до віддаленого монастиря, щоб розслідувати серію загадкових смертей ченців. За всіма цими смертями криється страшна таємниця, і Вільгельмові з молодим послушником доведеться розкрити її.

## У ролях
- Шон Коннері — Вільгельм Баскервільський
- Крістіан Слейтер — Адсон Мелькський
- Ілля Баскін — Северінус
- Федір Шаляпін-молодший — Хорхе Бургоський
- Валентіна Варґас — дівчина
- Фарід Мюррей Абрахам — Бернардо Ґі
- Майкл Лонсдейл — абат
- Рон Перлман — Сальваторе
- Леопольдо Трієсте — Мікеле з Чезени

## Цікаві факти
- Жан-Жак Анно не зміг знайти монастир для зйомок фільму, який би відповідав його вимогам і уявленням. Тож монастир у фільмі було збудовано спеціально для зйомок.[1]